# Владимир Ђилас
Владимир Ђилас (Београд, 3. март 1983) је српски фудбалер, који игра на позицији нападача.

## Трофеји

### Партизан
- Првенство Србије (1) : 2016/17.
- Куп Србије (2) : 2016/17, 2017/18.